# Khmu

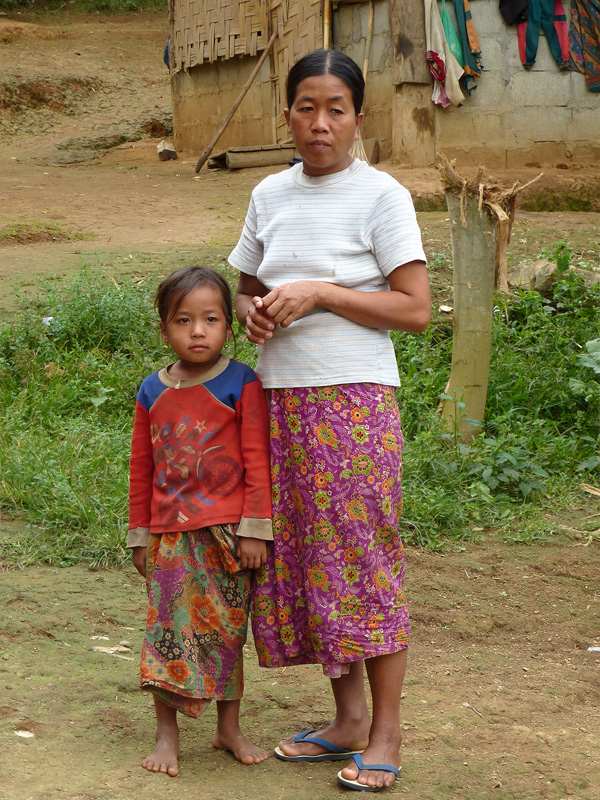
Khmu nella provincia di Bokeo, Laos

I khmu sono un gruppo etnico di origine mon khmer e fanno parte dei popoli khmuici stanziati nelle zone montane del sud-est asiatico settentrionale. Alcuni dei nomi alternativi per i khmu sono: kho mu (in Vietnam), kmhmu, khomu, khamu, mun xen, xa cau, kha cau, cam mu, kho mu.
Hanno un legame etnico molto stretto con i mlabri, una tribù estremamente primitiva al confine settentrionale tra la Thailandia e il Laos che conta tra le 500 e le 600 persone.

## Storia
La migrazione dei khmu e delle genti mon kmer avvenne nella preistoria dalla Cina meridionale, quindi furono probabilmente i primi abitanti del sudest asiatico. Si stanziarono prevalentemente nelle fertili pianure del Mekong, gli odierni Laos ed Isan, coltivando il riso. La migrazione successiva, quella dei tai kadai, il cui ramo in questa zona avrebbe preso il sopravvento nelle pianure, dette terre lao loum, è avvenuta circa 1000 anni fa, anch'essa dalla Cina meridionale.
Le popolazioni mon khmer, compresi i khmu, soccombettero ai nuovi arrivati e furono costretti a spostarsi nelle zone basse delle montagne (terre lao theung), dove ancora oggi la maggior parte sono stanziati, o a migrare nei paesi circostanti. In Laos gli abitanti delle zone di bassa montagna sono a loro volta conosciuti come lao theung. In quel periodo i lao loum (bassi Lao o Lao delle pianure, il nome con cui i lao si autodefiniscono), gli assegnarono il soprannome khaa (in lingua lao: ຂ້າ) che significa schiavi, venivano infatti impiegati per svolgere i lavori più umili.

## Distribuzione geografica
I khmu sono presenti in Laos, dove rappresentano il più grande gruppo etnico dopo quello dei lao, Vietnam, Myanmar, Thailandia e Cina (dove non sono inclusi nell'elenco ufficiale delle etnie cinesi, e sono censiti come indistinto gruppo etnico). Migrazioni del ventesimo secolo hanno visto i khmu spostarsi anche nei paesi occidentali
Secondo una stima del 2010 la popolazione totale è di circa 800.000 anime e la distribuzione è la seguente:
- 700.000 in Laos, specialmente nelle province di Luang Prabang e di Xieng Khouang
- 50.000 in Vietnam, nelle province settentrionali
- 15.000 in Thailandia, nelle province a ridosso del confine settentrionale con il Laos[4]
- 10.000 in Cina, dove sono inclusi nel gruppo dei blang nell'ambito dei 56 gruppi etnici ufficialmente riconosciuti dal governo. I khmu sono concentrati soprattutto nello Yunnan
- 8.000 in USA, una grande quantità di rifugiati dalla guerra del Vietnam si sono stabiliti a Richmond (California). Sempre in California hanno sede la Federazione Nazionale Khmu[5] ed il Centro Nazionale Cattolico Kmhmu[6]
- 2.000 in Francia
- 100 in Myanmar (questo dato si riferisce ad una stima del 2008). Sono presenti esclusivamente nello Stato Shan orientale.[7]

## Economia
Sebbene le loro condizioni di vita siano nel corso dei secoli migliorate, sono ancora ad un livello inferiore rispetto a quelle delle etnie dominanti. I khmu si occupano soprattutto di agricoltura oltreché di caccia e pesca. Le principali colture sono il tè, la patata dolce, il pepe, il tabacco e lo zenzero.
Lavorano nei campi in gruppi e la coltura del riso è affidata alle donne. Il riso viene insilato in alte strutture per proteggerlo dai topi. Per dissodare il terreno praticano il debbio, che consiste nel bruciare i residui colturali lasciati dal raccolto precedente.
Altri prodotti sono quelli dell'artigianato, in particolare articoli di cesteria, ed altri in legno ed argento. Oltre all'uso del denaro si usa molto anche il baratto.

## Organizzazione sociale
Gli anziani sono tra le persone più importanti del villaggio e sono incaricati di risolvere le diatribe ed amministrare la giustizia locale. Il capovillaggio è scelto dall'amministrazione statale, altro personaggio influente è l'uomo della medicina, un primitivo erborista che svolge la funzione di medico.

## Cultura
La cultura viene tramandata attraverso la tradizione orale nelle riunioni serali attorno al fuoco, spesso fumando oppio o tabacco in pipe d'argento da loro stessi prodotte. Le capanne in cui vivono sono fatte di legno col tetto in paglia ed hanno di solito due stanze, una per le ragazze da sposare ed una per il resto della famiglia. I cimiteri si dividono in quattro zone, una per chi è morto di cause naturali, una per chi è morto di cause accidentali, una per i bambini ed una per chi è morto lontano da casa. Alcuni anziani hanno il corpo completamente tatuato.

### Lingua
I khmu parlano la propria lingua che è di origine austroasiatica e Mon-Khmer e fa parte delle lingue khmuiche insieme a quelle khao, mlabri e xinh mun. I villaggi sono sparsi in un territorio molto vasto, e date le difficoltà di comunicazione, si sono sviluppati molti dialetti, alcuni dei quali molto diversi dagli altri. Non si è quindi potuto codificarla per iscritto, se non in una zona a cavallo della frontiera sino-laotiana in cui questa scrittura viene chiamata duota. Il codice SIL per la lingua khmu è: KJG, mentre quello ISO è 639-2: mkh

### Religione

#### Animismo
La grande maggioranza dei khmu pratica l'Animismo e lo Sciamanesimo, nei villaggi ci sono sciamani e sacerdoti che godono di grande rispetto. Particolare devozione viene riservata alle case degli spiriti protettori, chiamate Rroi gang. Gli abitanti spesso circondano l'intero villaggio con uno steccato in quanto credono che sia sacro ed integrato con gli spiriti della terra, e l'accesso è garantito da tre o quattro cancelli. All'esterno vengono innalzati degli altari in onore degli spiriti per proteggere il villaggio dagli incendi e dalle tempeste.

#### Buddhismo Theravada
Molti khmu si sono integrati con la classe dominante in Laos ed in Thailandia, e si sono convertiti alla religione di Stato, il Buddhismo Theravada. Altri frequentano i wat per imparare la lingua di Stato, ma non hanno rinunciato al loro credo né alla loro identità culturale.

#### Cristianesimo
Vi sono circa 65.000 cristiani, l'8% della popolazione khmu, di cui 60.000 nel solo Laos. Con l'occupazione francese dell'Indocina, furono i primi che si convertirono.